# Downsizing - Vivere alla grande
Downsizing - Vivere alla grande (Downsizing) è un film del 2017 diretto da Alexander Payne.
Ambientata in un futuro distopico, la pellicola è stata selezionata in concorso per la 74ª Mostra internazionale d'arte cinematografica di Venezia, dove è stato anche il film d'apertura.

## Trama
Nell'Edvardsen Institute di Bergen (Norvegia), il dottor Jorgen Asbjørnsen sottopone un topo a un esperimento e, vedendone il risultato, va in visibilio. Cinque anni dopo, la sua scoperta viene rivelata al mondo: egli, insieme ad altre 37 persone fra cui sua moglie, si è sottoposto a un processo permanente e irreversibile detto "miniaturizzazione", il quale riduce massa e volume corporeo a 1/2744 dell'originale, l'altezza di 14 volte e incrementa di 14 volte il rapporto superficie/volume. Il processo è presentato come unica soluzione possibile all'impatto globale rappresentato dall'uomo: infatti il totale di tutti i prodotti non compostabili prodotti dall'intera comunità dei partecipanti all'esperimento è contenuto in un solo sacco di immondizia.
Dieci anni dopo, Paul e Audrey Safranek incontrano una coppia di amici, Dave e Karol, sottopostisi al processo. Essi raccontano di quanto sia fantastica la loro nuova vita "small": dato che la necessità di beni e servizi è enormemente inferiore, essi vivono in maniera molto più agiata in una apposita città per persone miniaturizzate, del tutto priva di criminalità. Trovandosi in grandi difficoltà economiche, Paul e Audrey decidono così di sottoporsi all'intervento ma, all'ultimo momento - quando Paul è già in sala operatoria -, Audrey si tira indietro decidendo di non sottoporsi all'operazione e lasciando così il marito solo nella nuova realtà.
La scelta di Audrey, seguita dal divorzio, porta Paul in depressione. Una sera Paul si reca a una festa a casa del suo vicino Dusan Mirkovic e, dopo una notte di bagordi e uso di droga, l'uomo si risveglia mentre giunge la squadra di pulizia di cui si serve Dusan: uno dei membri è Ngoc Lan Tran, dissidente politica vietnamita la quale, sottoposta contro la sua volontà al processo di miniaturizzazione, è poi fuggita rifugiandosi clandestinamente all'interno della scatola di un televisore insieme ad altre 16 persone, ma sopravvivendo solo lei al viaggio e subendo l'amputazione di parte della gamba sinistra a causa di una infezione. Essendo un terapista occupazionale, Paul nota che Ngoc zoppica malamente e si offre di visitarla: la protesi è pessima e va sostituita e, in attesa della consegna di quella nuova, Paul si offre di aggiustare la vecchia, finendo però per romperla. Sentendosi colpevole, Paul dunque assiste Ngoc nelle sue occupazioni, scoprendo che la donna vive in una zona degradata (alcune roulotte tramutate in condomini abusivi) al di fuori del muro cittadino e raggiungibile attraverso un tunnel.
Dopo alcuni giorni, Dusan e il suo socio in affari Joris Konrad devono trasportare alcune merci di contrabbando alla colonia originale in Norvegia e Ngoc, desiderosa di incontrare Jorgen Asbjørnsen (a lei solidale a causa del male che le è stato fatto tramite la sua scoperta), si unisce a loro. Durante il viaggio, il dottor Asbjørnsen rivela che un folto gruppo di scienziati di cui lui stesso faceva parte ha scoperto che il processo di riscaldamento globale è divenuto ormai irreversibile, e che l'umanità è ormai condannata all'estinzione insieme a moltissime altre specie. Fortunatamente però gli abitanti del villaggio norvegese hanno creato un rifugio sotterraneo a 1,6 km sotto la superficie, il quale dovrebbe garantire la sopravvivenza della razza umana, seppur in versione miniaturizzata, insieme a numerosissime specie di piante e animali anch'essi rimpiccioliti. Paul, entusiasta, decide di entrare nel rifugio generazionale che sarebbe stato poi sigillato per i successivi 8000 anni mentre Dusan, Joris e Ngoc rifiutano. In particolare Dusan e Joris sostengono che il gruppo di Asbjørnsen è una sorta di setta destinato a estinguersi nel giro di poco tempo, ben prima degli umani in superficie. Paul entra quindi nel tunnel ma all'ultimo momento, prima che esso venga sigillato, decide di tornare indietro per amore di Ngoc. I due tornano alla loro città e insieme continuano l'opera di volontariato di Ngoc verso i più bisognosi.

## Produzione
Le riprese del film iniziano il 1º aprile 2016 a Toronto, dove si svolgono anche alla York University, e proseguono poi nelle città di Omaha, Los Angeles e Trollfjord.

## Promozione
Il primo teaser trailer del film viene diffuso il 30 agosto 2017, mentre il trailer esteso è stato diffuso l'11 settembre seguente e quello italiano il 12 settembre.
Il budget del film è stato di 68 milioni di dollari.

## Distribuzione
La pellicola è stata proiettata il 30 agosto 2017 in anteprima mondiale alla 74ª Mostra internazionale d'arte cinematografica di Venezia, per poi venire distribuita nelle sale cinematografiche statunitensi a partire dal 22 dicembre 2017 e in Italia a partire dal 15 gennaio 2018. Il film ha incassato quasi 25 milioni di dollari negli Stati Uniti e in Canada e poco più di 30 milioni di dollari nel resto del mondo, per un incasso totale di poco superiore ai 55 milioni di dollari.

## Riconoscimenti
- 2018 - Golden Globe[10]
  - Candidatura per la migliore attrice non protagonista a Hong Chau
- 2018 - Screen Actors Guild Award[11]
  - Candidatura per la migliore attrice non protagonista a Hong Chau
- 2017 - Mostra internazionale d'arte cinematografica di Venezia
  - Candidatura per il Leone d'oro al miglior film
- 2017 - National Board of Review Awards[12]
  - Migliori dieci film dell'anno
- 2018 - Satellite Award[13]
  - Candidatura per la migliore scenografia
- 2018 - Critics' Choice Awards[14]
  - Candidatura per la miglior attrice non protagonista a Hong Chau
- 2018 - Art Directors Guild Awards[15]
  - Candidatura per la miglior scenografia in un film contemporaneo a Stefania Cella
- 2018 - VES Awards[16]
  - Candidatura per i migliori effetti visivi di supporto
- 2018 - Saturn Award[17]
  - Candidatura per il miglior film fantasy